# 기술계 자격
기술계 자격(技術界 資格)은 1999년 3월 27일까지 시행되었던 대한민국의 국가기술자격의 계열구분 중 하나이다.
기술계 자격은 아래 자격을 포함하였다.
- 기술사
- 기사 1급
- 기사 2급